# 10864 Yamagatashi
10864 Yamagatashi (1995 QS3) là một tiểu hành tinh vành đai chính được phát hiện ngày 31 tháng 8 năm 1995 bởi T. Okuni ở Nanyo. Nó được đặt tên cho Yamagata, Yamagata.